# المسؤولية عن هجمات 11 سبتمبر
بعد أسبوعين من هجمات 11 أيلول/سبتمبر 2001 حاول مكتب التحقيقات الفيدرالي ربط اتصالات مع أعضاء في تنظيم القاعدة وذلك بهدف التفاوض على المخطوفين. بعد الحادثة نُشرت عشرات الفيديوهات بالصوت والصورة كما أُجريت مجموعة من المقابلات مع كبار أعضاء تنظيم القاعدة الذين أكدوا فيها مسؤولية التنظيم عن هجمات 11 أيلول/سبتمبر. ويُعتقد بشكل خاص أن أسامة بن لادن جنبا إلى جنب مع خالد شيخ محمد ثم محمد عاطف هم الذين تآمروا على تنفيذ الهجمات بعد اجتماع عقدوه معاً عام 1999، كما يُعتقد أيضا أن خالد شيخ محمد هو الذي خطط للهجمات في حين جهَّزَ عاطف الخطط لاحتجاز رهائن واختطاف آخرين.

## تحديد هوية الخاطفين
عملية التحقيقات المكثفة التي قادها مكتب التحقيقات الفدرالي خلال هذه الهجمات أُطلق عليها اسم بينتبوم (بالإنجليزية: PENTTBOM)‏. في الحقيقة تمكن مكتب التحقيقات من تحديد التسعة عشر مختطفاً للطائرات في غضون أيام خاصة وأن المهاجمين لم يبذلوا الجهد الكبير في إخفاء أسمائهم خلال الرحلة أو حتى بطاقات الائتمان وغيرها من السجلات التي احتُفظ فيها باسمهم الحقيقي. فمن خلال فحص بيانات الرحلة ومقارنتها مع معلومات أخرى مثل القوائم التي احتفظ بها موظفي الجمارك تمكن المكتب من العثور على أسماء الخاطفين التسعة عشر بسرعة.
ساعد أيضا الركاب وأفراد الطاقم على متن الرحلات المخطوفة في العثور بسرعة على هوية المختطفين وذلك من خلال تقديم معلومات مهمة عن الخاطفين أثناء عملية الخطف. وكانت اثنين من المضيفات على مثن رحلة الخطوط الجوية الأمريكية رقم 11 وهن بيتي أونغ ومادلين إيمي سويني قد اتصلتا بموظفي شركات الطيران على الأرض وقدَّما لهم معلومات مهمة عن أعداد المختطِفين وأوصافهم وبالتحديد محمد عطا باعتباره واحدا من الخاطفين. أما المضيفات على مثن الخطوط الجوية المتحدة الرحلة 175 فقد ذكروا أن الطائرة أصابها عطل ميكانيكي قبل أن يُؤكدوا في وقت لاحق على أن الخاطفين قد قتلوا الطاقم، في حين أن المضيفات على مثن الخطوط الجوية الأمريكية الرحلة 77 ذكروا تفاصيل غاية في الأهمية عن طريقة الاختطاف وكيف تمَّت العملية. وكان الناجون قد تمكنوا من التعرف على اثنين من الخاطفين وهما هاني حنجور وماجد موقد. هذا وتجدر الإشارة إلى أنه خلال اختطاف الخطوط الجوية المتحدة الرحلة 93 بلَّغ أحد ربان الطائرة المسؤولين أن المُختطِفين من جنسيات غالبيتها عربية.
عثرت السلطات فيما بعد على أمتعة محمد عطا الذي كان على مثن رحلة الخطوط الجوية الأمريكية رقم 11. وجدت السلطات المعنية بالأمر خلال التفتيش في حقيبته رسالة مكتوبة بخط اليد باللغة العربية، كما عُثر على رسالة أخرى مكتوبة بخط اليد أيضا تم العثور عليها في موقع تحطم رحلة الخطوط الجوية المتحدة 93 بالقرب من شانكسفيل بولاية بنسلفانيا، وأخرى ثالثة في سيارة حزمي. بعد تحليل أمتعة محمد عطا وتدقيقها ودراستها وجد مكتب التحقيقات الفدرالي أدلة هامة حول الخاطفين وخططهم، حيث ضمَّت أمتعة عطا أشرطة فيديو تعليمية لكيفية قيادة الطائرات الكبيرة؛ كما وجدت أشرطة أخرى تتحدث عن معدل استهلاك الطائرة للوقود وعن خطط الطيران جنبا إلى جنب مع نسخة من القرآن الكريم. هذا وتجدر الإشارة إلى أن مملوكات عطا هي من كشفت هوية المختطفين التسعة عشر؛ خاصة أن عطا كان يحتفظ بوصية أخيرة له ذكر فيها مجموعة من أصدقائه الذين شاركوا معه في العملية. بالإضافة إلى احتفاظه _لسبب من الأسباب_ بجواز سفر عبد العزيز العمري.
مختلف الأدلة التي حصل عليها مكتب التحقيقات عُثر عليها في مركبة تُركت في المطار؛ واحتوت المركبة على أمتعة لم يأخدها معهم الخاطفون خلال عمليات الاستيلاء على الرحلات الجوية. عثر المكتب أيضا على سيارة أجَّرها المختطفون وتركوها في مطار لوجان الدولي وعند تفتيشها تم العثور على دلائل طيران مكتوبة باللغة العربية بالإضافة إلى وثائق تُؤكد على دراستهم للطيران في مدراس خاصة بالطيران في فلوريدا. تمكن المحققون أيضا من الوصول لعنوان كل من محمد عطا ومروان الشحي في هامبورغ بألمانيا، في داخل السيارة أيضا وجدت السلطات رسالة مكتوبة من قبل محمد عطا وخرائط تُبين موقع واشنطن العاصمة ومدينة نيويورك ثم أربع رسومات تفصيلية لزمرة قيادة طائرة من طراز بوينغ 757 بالإضافة إلى سكاكين وصفحة الملاحظات ثم دليل هواتف.
في مدينة نيويورك، عَثر أحد المارة على جواز سفر وتبين فيما بعد أنه يعود لسطام السقامي الذي كان له دور كبير في استهداف الأبراج. كما عُثر على جوازات سفر اثنين من الخاطفين في الرحلة 93.
في 27 سبتمبر عام 2001 أصدر مكتب التحقيقات الفدرالي قائمة تضم صور الخاطفين التسعة عشر وطالب كل دول العالم بالتعاون مع المكتب من أجل الوصول لهم؛ كما ضمَّت القائمة معلومات تفصيلية حول جنسيات المطلوبين للعدالة ومعظم أسمائهم المستعارة وما إلى ذلك من المعلومات الضرورية.

## تحديد المسؤولية
مرَّت أشهر عديدة بعد أحداث 11 سبتمبر الدامية ولم يتبنى أي تنظيم أو جماعة مسؤوليته عن الهجمات وبالتالي فإن تحديد المسؤولية انخفضت إلى حد ما؛ حيث ألقى الكل باللوم على الخاطفين الذين قُتلوا خلال العملية خاصة أن كل واحدٍ فيهم تقريبا ترك رسالة طالب فيها بشيء ما وحمَّل نفسه المسؤولية المباشرة دون الإشارة لأي تنظيم كما أن الرسائل التي تُركت وضَّحت دوافع الهجوم وأسبابه وبالرغم من كل هذا فوسائل الإعلام التي غطَّت الخبر بدأت بسرعة تكشف خيوط القضية وتتكهن بأن زعيم تنظيم القاعدة بن لادن كان وراء كل هذه الهجمات. هذا وتجدر الإشارة إلى أنه يوم وقوع الهجمات كانت وكالة الأمن القومي الأمريكية قد اعترضت الاتصالات التي أجراها أو أُجريت مع بن لادن،  ونفس الأمر فعلته وكالة المخابرات الألمانية. وقد ساعد تعرض الاتصالات هذا في تسريع الحصول على لائحة _أو قائمة_ المشتبه بهم.
تمكنت السلطات في الولايات المتحدة وبريطانيا أيضا من الحصول على كل الرسائل الإلكترونية وقراءتها بما في ذلك المحادثات الهاتفية والتحويلات الإلكترونية المصرفية التي أشارت إلى أن محمد عاطف كان نائب بن لادن وكان شخصية رئيسية في التخطيط لهجمات الحادي عشر من سبتمبر؛ كما كشفت الرسائل والمحادثات التي حُصل عليها أن بن لادن كان في باكستان قبل أيام من تاريخ حدوث الهجمة.
في تلك المحادثات التي جرت بين أعضاء من تنيظم القاعدة؛ كان يتم الإشارة إلى الهجمة باعتبارها «حادثا من شأنه أن يُغير كل شيء في أمريكا» كما تم مناقشة التداعيات المحتملة. وفي آخر محادثة حصلت عليها وكالات المخابرات؛ تحدث بن لادن مع شخصية في أفغانستان وتناقش معه/معها «آثار العملية المقبلة على البلاد.» جذير بالذكر أيضا أن كل هذه الأحاديث لم تُذكر على وجه التحديد في مركز التجارة العالمي أو البنتاغون.
تمكن المحققون بسرعة من ربط الرجال التسعة عشر مختطفي الطائرات بتنظيم القاعدة المصنَّف في الكثير من الدول كتنظيم إرهابي، ومن خلال الوصول للمواد والملفات التي جمعتها وكالة الاستخبارات ذكرت صحيفة نيويورك تايمز في اليوم الموالي لتاريخ الهجوم: «حدَّدت السلطات أيضا شركاء في العديد من المدن ساعدوا في التخطيط وتنفيذ هجمات الثلاثاء ... إنهم [المسؤولون] يعرفون من هؤلاء ومن المهم جمع تفاصيل عن السيرة الذاتية للعديد منهم؛ ومن خلال تحديدها بات من السهل الوصول لكل عضو ساهم ولو بشيء بسيط خلال الهجوم.» أمَّا وكلاء مكتب التحقيقات الفدرالي في ولاية فلوريدا فقد صرَّحوا: «ركب في الرحلة العديد من الأشخاص ... فِرقنا البحثية كانت هناك [موقع الهجوم] في غضون ساعات.» في حين ذكرت واشنطن بوست في وقت لاحق أنه «بعد ساعات من تفجيرات يوم الثلاثاء؛ بحث المحققون في ملفات أحمد الغامدي وزوجته؛ ولاحظوا أن لأحمد علاقات مع [نبيل] المرابح فبدأت مطاردته.»
استنادا إلى الأدلة فإن السلطات في الولايات المتحدة تأكدت بسرعة من أن أسامة بن لادن رئيس تنظيم القاعدة كان وحده المسؤول عن الهجمات لذلك فقد تم استبعاد غيره من المشتبه بهم؛ هذا الاستنتاج هو ذاته الذي توصلت له حكومة المملكة المتحدة بالاعتماد على الوثائق التي حصل عليها جواسيسها. وبالرغم من كل هذا فبن لادن نفسه كان قد نفى كل هذه «الاتهامات» وأكد في كثير من المرَّات ألا علاقة تجمعه بالمهاجمين وبعد مضي الوقت اعترف أنه فعلا كان قائدها.

## تنظيم القاعدة

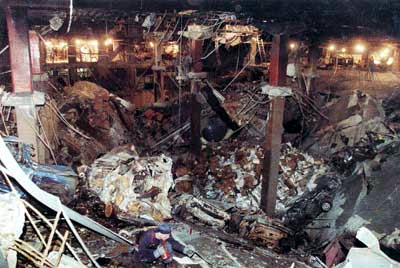
مركز التجارة العالمي عام 1993 أعقاب تفجيره بقنبلة

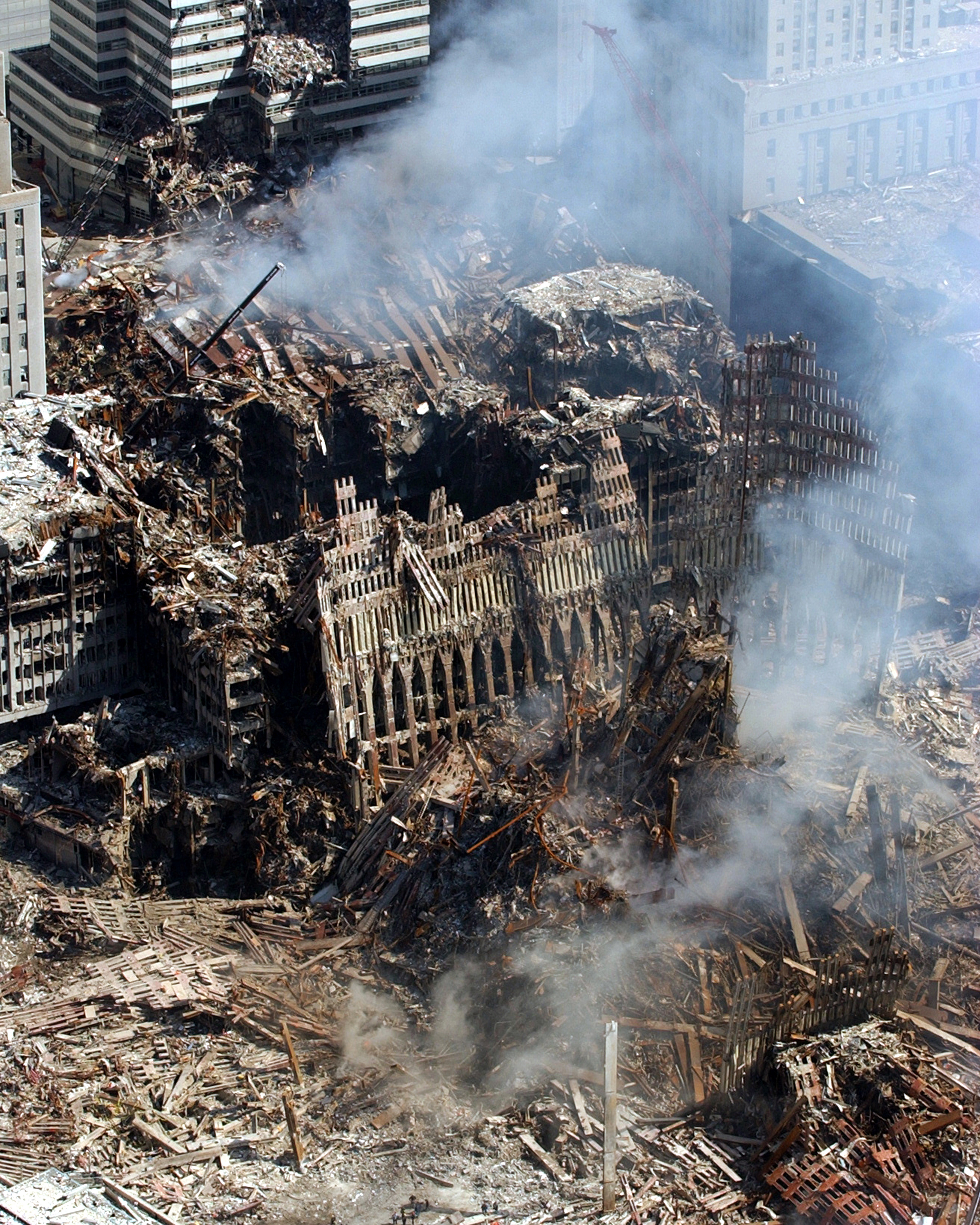
جزء صغير من مشهد الدمار الذي حلَّ بمركز التجارة العالمي في 17 سبتمبر/أيلول 2001 وذلك بعد مضي أقل من أسبوع من هجمات 11 أيلول/سبتمبر.

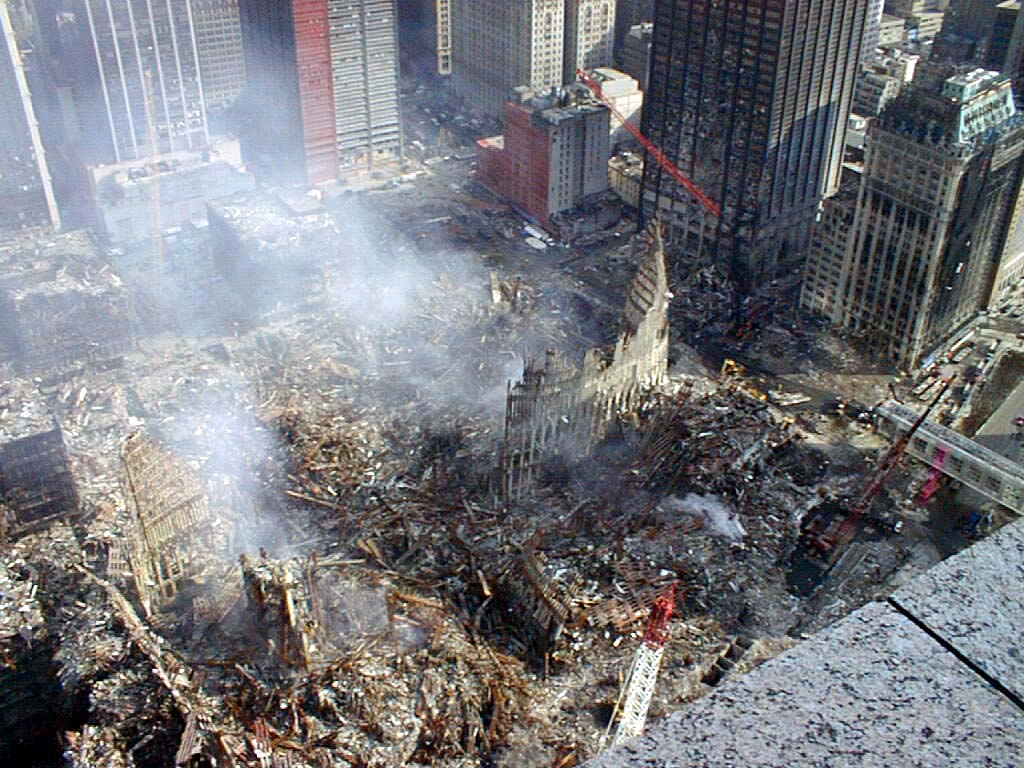
"كومة" مانهاتن يوم 14 سبتمبر 2001

وضعت فرق الاستخبارات الأمريكية «قائمة صغيرة» تضم كل المجموعات المشتبه فيها والتي لها كل القدرة على القيام بمثل هذه الأعمال بالإضافة إلى الدوافع التي ستجعلها تُقْدِمُ على مثل هذه الخطوة. بشكل عام تمكنت المخابرات من تحديد اثنين من الركاب على أنهما ينتميان لتنظيم القاعدة وهما خالد المحضار ونواف الحازمي. في البداية وصلت المخابرات وفرق البحث إلى فكرة مبدئية تؤكد على أن جميع منفذي العملية من أصول عربية أو حتى أفغانية، وعلاوة على ذلك فقد استنتجت المخابرات من خلال حجم الدمار الهائل وطريقة التخطيط لكل هذا أن المشتبه الأول به هو تنظيم القاعدة وذلك لأن تكتيك هذا الهجوم شابه إلى حد كبير هجمات سابقة أبرزها تفجير سفارات الولايات المتحدة 1998 والتي راح ضحيتها أكثر من 200 شخص ثم تبين في نهاية المطاف أن القاعدة كانت وراء الهجمة.

### تفجير مركز التجارة العالمي عام 1993
تم تفجير مركز التجارة العالمي (26 فبراير 1993) من خلال سيارة مفخخة فُجرت من قبل «متشدد» إسلامي عربي؛ حيث قام بعملية التفجير في موقف سيارات متعدد الطوابق وذلك تحت البرج الأول مباشرة من مركز التجارة العالمي في مدينة نيويورك. اعتُمد خلال عملية التفجير على 1,500 رطل (680 كـغ) من اليوريا ونترات من الزيت والوقود ثم جهاز تحكم عن بعد. تسبب الحادث في مقتل ستة أشخاص وجرح أكثر من ألف آخرين؛ وقد كان المقصود هو تدمير البرج الشمالي الأمر الذي أدى إلى انهيار التوأم معا.
الهجوم كان مخططا له من قبل مجموعة من المتآمرين بما في ذلك رمزي يوسف، عمر عبد الرحمن، السيد نصير، محمود أبو حليمة، محمد سلامة، نضال عياد، أحمد عجاج وعبد الرحمن ياسين، وهناك شكوك في أن المجموعة الصغيرة تلقت تمويلا من القاعدة خاصة من قبل خالد شيخ محمد ويوسف اللذان سيكونان من بعد المخططان لهجمات 11 أيلول/ سبتمبر وذلك باعترافهما في وقت لاحق.